# Granollers
|  | Per a altres significats, vegeu «Granollers (desambiguació)». |

Granollers és un municipi de Catalunya, capital i la ciutat més poblada de la comarca del Vallès Oriental.
La Porxada, edifici renaixentista que servia de llotja de gra, n'és l'edifici més emblemàtic. La Porxada es va acabar de construir entre els anys 1586 i 1587 a partir d'un projecte que havia encarregat el Consell de la Vila al mestre Bartomeu Brufalt. L'edifici té unes dimensions de 24 metres de llarg per 15,65 d'ample i està format per 15 columnes d'ordre toscà que sostenen una teulada de quatre vessants.
Al carrer de Corró, trobem l'antic hospital de Sant Domènec, ara Sala Francesc Tarafa, un exemple d'arquitectura gòtica restaurada. Granollers viu del comerç i de les indústries. Però, a la part sud del terme, el paratge de Palou encara conserva zones agrícoles.

## Geografia
- Llista de topònims de Granollers (Orografia: muntanyes, serres, collades, indrets..; hidrografia: rius, fonts...; edificis: cases, masies, esglésies, etc).

## Història
Els vestigis més antics que s'han trobat a Granollers tenen una antiguitat de més de 4.000 anys, encara que les troballes arqueològiques més importants són les de la necròpolis de Can Trullàs, de l'època romana, moment en què la vila era identificada amb el topònim de Semproniana, que amb el temps va acabar perdent. Fins a l'any 944 no apareixerà la primera referència del topònim Granollers, citat com a Granularios Subteriore.
El seu emplaçament entre l'antiga Via Augusta romana i el Camí Ral de Barcelona a Vic va marcar el seu ràpid desenvolupament agrícola, amb la possibilitat de comercialitzar els excedents en concorreguts mercats setmanals. És per aquest motiu que a partir de l'any 1040 ja s'esmenta el mercat granollerí, fent de Granollers el centre neuràlgic del Vallès Oriental.
Durant els segles XIII, XIV i XV, l'Església, el senyor feudal de la Roca i la Corona es disputen el territori de Granollers. Aquesta contínua situació de bescanvi va fer que els granollerins recaptessin 10.000 florins que van posar en mans del rei Alfons IV perquè comprés la vila i la incorporés definitivament a la Corona. Des d'aquest moment, Alfons IV declarava la vila com a carrer de Barcelona (1418).
Les muralles es van començar a bastir el 1291 i es van aixecar entre el 1366 i el 1380 sota el regnat de Pere III. Van ser enderrocades a finals del segle xix però es conserven restes de les refetes en el segle xvi. Tenien un traçat hexagonal amb onze torres de defensa i un camí de ronda conegut com a "corredossos". Els cinc portals d'entrada coincideixen amb les vies de comunicació que hi havia i tenien una capella al damunt: el de Barcelona, la de Sant Cristòfol; el de Caldes, la de Santa Anna; el de Corró, la de Sant Antoni; el de Bell-lloc, la de Sant Roc, i el de la Roca, la de Santa Esperança. Quan es van enderrocar les muralles es van traslladar les capelles a un costat del carrer.
Durant deu anys (1462-72) es va produir una guerra civil que enfrontava la monarquia de Joan II i la Generalitat. La vila de Granollers, sota el domini dels senyors de Pinós, va prendre partit per la Generalitat. Durant aquest conflicte (1466) va morir a Granollers el Conestable de Portugal, candidat a la Corona d'Aragó. Tot i que Granollers va prendre posició contra Joan II, en acabar la guerra el monarca va atorgar els privilegis que ja havia donat el rei Alfons IV, el 1418. El segle xv encara havia de dur més conflictes a Granollers, a causa de la Segona Guerra de Remença.
L'estabilitat del segle xvi, l'augment demogràfic i la prosperitat del mercat consolidaren el desenvolupament de Granollers exemplificat amb la construcció d'importants edificis com la nova església parroquial gòtica de Sant Esteve, sobre la romànica del segle xi; el desaparegut Convent dels Caputxins; l'església de Sant Francesc o la Porxada. Altres aspectes d'aquest segle d'or, tal com qualificà el metge i historiador Alfred Canal el segle xvi, són la gran activitat del Consell o Universitat o la construcció de noves capelles sobre les muralles. Aquesta prosperitat es va truncar de nou per la lluita durant la Guerra dels Segadors, en la qual va intervenir el síndic granollerí Joan Domènec.
Durant la Guerra del Francès (1808-14), Granollers es va oposar a l'ocupació napoleònica i va ser seu de la Junta del Partit del Vallès. El conflicte de la tercera guerra carlina va ser el que va afectar més la vila. 3.000 carlins comandats per Martí Miret i Caraltó van assaltar Granollers el 17 de gener de 1875 i van segrestar l'alcalde i trenta-tres persones més que van ser alliberats previ pagament d'un rescat.
A mitjan segle xix, l'activitat econòmica de la capital del Vallès Oriental va esdevenir gradualment més industrial i comercial que agrícola, reorientant la seva economia cap a la indústria tèxtil. Aquest dinamisme va acompanyar-se d'una millora significativa de les comunicacions, com és la inauguració del nou traçat de la carretera de Barcelona a Vic (1848) i l'arribada de les dues línies de tren (1854 i 1876).
Al principi del segle passat, s'incorporen a Granollers el Lledoner (1922), segregat de les Franqueses del Vallès, i el municipi de Palou (1928). D'aquesta forma, la ciutat consolidava la configuració longitudinal, amb l'actual carretera com a eix principal.
Durant la Segona República, la ciutat va viure un procés de canvi social i polític general, amb alguns esdeveniments especials com els Fets d'Octubre de 1934. La Guerra Civil (1936-1939) també es va patir amb molta duresa: hi ha haver quatre bombardejos de l'aviació italo-germana, el primer dels quals, el 31 de maig de 1938, va causar centenars de ferits, morts i molts estralls. Un dels fets més destacats de la postguerra és la celebració de la primera Fira de l'Ascensió el 1943, i que amb els anys depassarà l'àmbit local. Són anys de mancances i de recessió econòmica i no és fins al 1952 que se suprimeix el racionament dels productes de primera necessitat. Entre 1956 i 1975 hi va haver un creixement demogràfic molt destacat, a causa, principalment, de la immigració i de l'augment de la natalitat, que va propiciar un important increment del parc d'habitatges i el desenvolupament de la trama urbana.
D'altra banda, la crisi del tèxtil de meitat dels anys 60 va donar pas a una indústria més diversificada, un dels trets destacats de l'economia granollerina. La mort del general Franco, el novembre de 1975, comporta la legalització de diversos partits polítics que concorreran a les primeres eleccions generals de 1977, primer, i a les municipals de 1979, després, que guanya Rafel Ballús, del PSC, el qual serà alcalde fins al 1986, quan serà substituït per Josep Pujadas. El 1988 es constitueix a Granollers el Consell Comarcal, el primer president del qual va ser Josep Serratusell, de CiU.

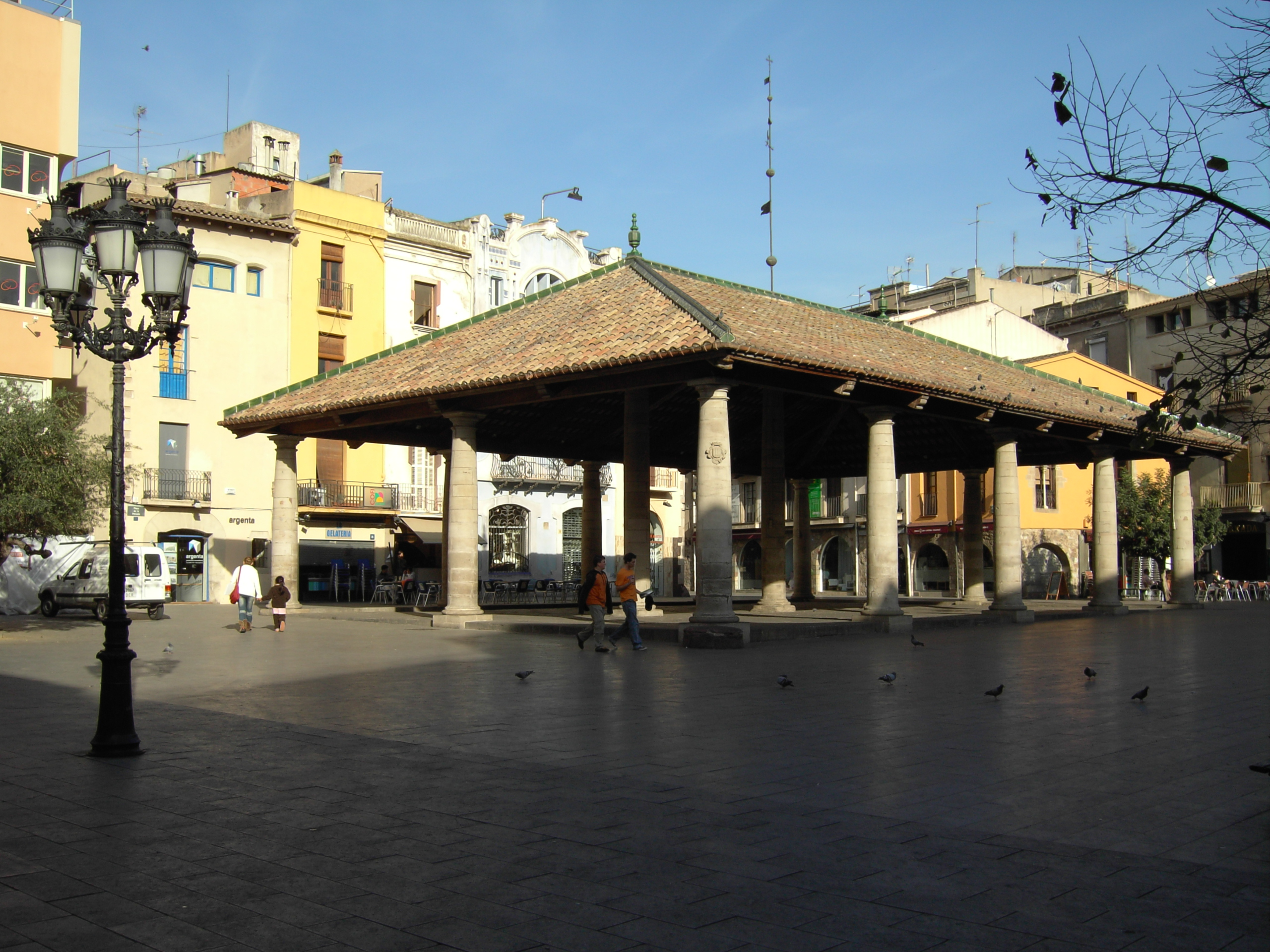
La Porxada

L'any 1992 va ser subseu olímpica dels Jocs Olímpics de Barcelona '92 en la modalitat d'handbol.

## Demografia
| 1497 f | 1515 f | 1553 f | 1717  | 1787  | 1857  | 1877  | 1887  | 1900  | 1910  |
| ------ | ------ | ------ | ----- | ----- | ----- | ----- | ----- | ----- | ----- |
| 193    | 233    | 236    | 1.581 | 1.901 | 5.260 | 6.369 | 6.888 | 7.419 | 8.048 |

| 1920  | 1930   | 1940   | 1950   | 1960   | 1970   | 1981   | 1990   | 1992   | 1994   |
| ----- | ------ | ------ | ------ | ------ | ------ | ------ | ------ | ------ | ------ |
| 9.153 | 12.699 | 13.960 | 15.480 | 20.194 | 30.066 | 45.300 | 50.562 | 52.303 | 52.303 |

| 1996   | 1998   | 2000   | 2002   | 2004   | 2006   | 2008   | 2010   | 2012   | 2014   |
| ------ | ------ | ------ | ------ | ------ | ------ | ------ | ------ | ------ | ------ |
| 50.951 | 51.600 | 52.423 | 54.634 | 56.456 | 58.940 | 60.122 | 59.691 | 59.954 | 59.930 |

| 2016   | 2018   | 2020   | 2022   | 2024   | 2026 | 2028 | 2030 | 2032 | 2034 |
| ------ | ------ | ------ | ------ | ------ | ---- | ---- | ---- | ---- | ---- |
| 60.174 | 60.981 | 62.419 | 61.983 | 64.181 | -    | -    | -    | -    | -    |

## Ferrocarril

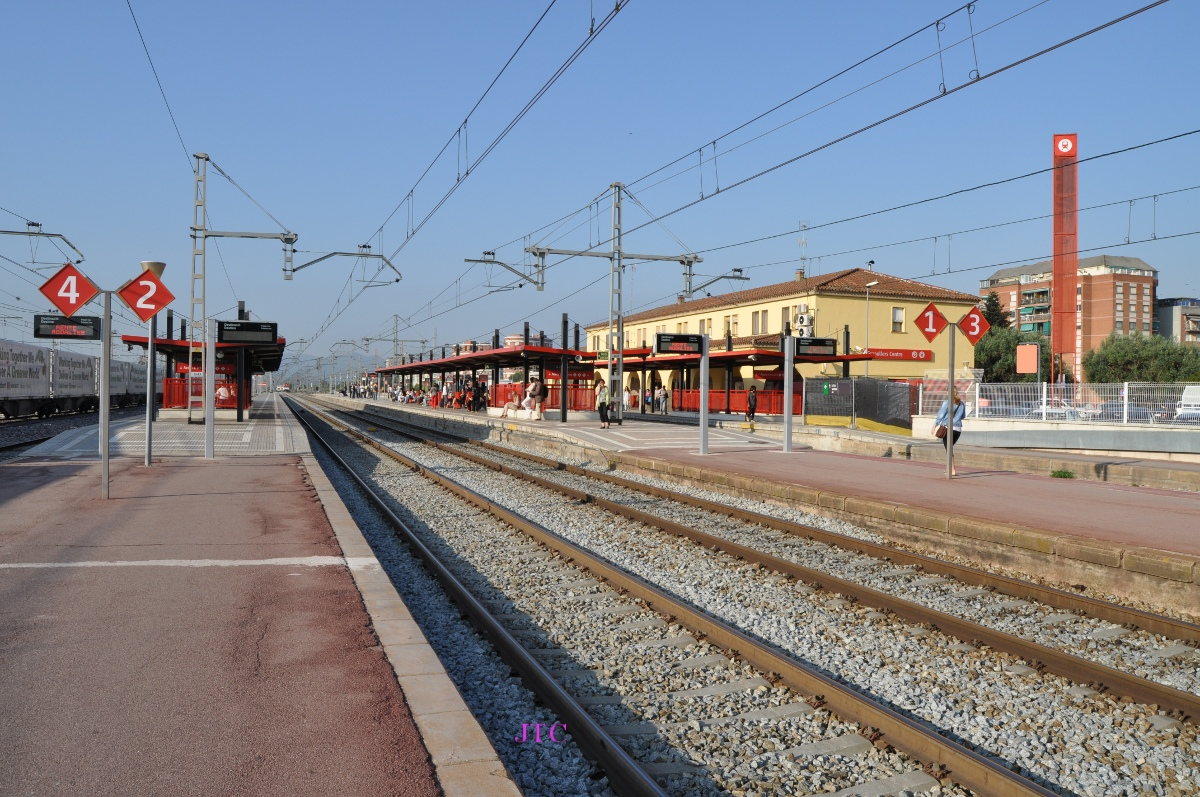
Estació de Granollers Centre.

A Granollers hi ha tres estacions de tren. L'estació de Granollers Centre i l'Estació de les Franqueses - Granollers Nord estan situades a la línia Barcelona-Girona-Portbou i hi tenen parada trens de Rodalies de Catalunya de les línies R2, R2 Nord. A l'Estació de Granollers Centre també hi tenen parada els trens de la línia R8 i de la línia R11. Les línies R2, R2 Nord i R8 pertanyen als serveis de rodalia de Barcelona i els trens de la línia R11 als serveis de regionals. L'estació de Granollers-Canovelles, està situada a la línia Barcelona-Ripoll, i hi tenen parada els trens de Rodalies de Catalunya de la línia R3, també dels serveis de rodalia de Barcelona. Tots els serveis són operats per Renfe Operadora.
| Línia | <<                        |                            | >>               | Servei   | Estació                                            |
| ----- | ------------------------- | -------------------------- | ---------------- | -------- | -------------------------------------------------- |
|       | Castelldefels             |                            | terminal         | rodalia  | Granollers Centre i Les Franqueses-Granollers Nord |
|       | Aeroport                  | per Granollers Centre      | Maçanet-Massanes | rodalia  | Granollers Centre i Les Franqueses-Granollers Nord |
|       | L'Hospitalet de Llobregat | per Vic                    | La Tor de Querol | rodalia  | Granollers-Canovelles                              |
|       | Martorell                 | per Cerdanyola Universitat | terminal         | rodalia  | Granollers Centre                                  |
|       | Barcelona-Sants           | per Girona                 | Portbou          | regional | Granollers Centre                                  |

## Eleccions

### Eleccions municipals
| Candidatura | Candidatura                                              | Cap de llista                  | Vots   | Regidors | % vots |
| ----------- | -------------------------------------------------------- | ------------------------------ | ------ | -------- | ------ |
|             | Partit dels Socialistes de Catalunya - Progrés Municipal | Alba Barnusell Ortuño          | 9.237  | 13       | 41,03% |
|             | ERC-AM                                                   | Núria Maynou i Hernández       | 2.737  | 4        | 12,10% |
|             | Junts per Catalunya                                      | Àlex Sastre i Prieto           | 2.637  | 3        | 11,71% |
|             | Granollers Primàries                                     | Joan Ricart Angulo             | 1.519  | 2        | 6,74%  |
|             | Partit Popular                                           | José María Moya Losilla        | 1.443  | 2        | 6,40%  |
|             | Vox                                                      | María Cristina Tarrés Martínez | 1.280  | 1        | 5,68%  |
|             | En blanc                                                 |                                | 308    | -        | 1,22%  |
| Total       | Total                                                    | 22.512                         | 22.512 | 25       |        |

## Festa Major de Blancs i Blaus
Considerada una de les millors festes majors de Catalunya, la Festa Major, que té lloc la setmana de l'últim dijous d'agost, es basa en la recuperació d'una antiga aposta feta a la ciutat l'any 1897. Aquell any, dos rajolers, el Rayo i l'hereu Maynou, van dividir la ciutat un dilluns de juliol competint entre ells per veure qui era capaç de fer més rajoles en una hora. Aquesta és l'anècdota que va generar la creació de les colles de Blancs i Blaus, veritables protagonistes de la festa.
La Festa Major de Granollers té dues característiques molt clares: la rivalitat únicament festiva entre les colles dels Blancs i dels Blaus i la massiva participació de públic, que reuneix a desenes de milers de persones a la festa. L'eix central és una competició entre les dues colles per veure quina anima més la Festa Major. La colla guanyadora disposarà del privilegi d'escollir i portar el pregoner de l'any següent.

## Personatges il·lustres
Categoria principal: granollerins
Esportistes
Categoria principal: esportistes granollerins
Categoria principal: jugadors d'handbol granollerins
- Abraham Minero, futbolista
- Albert Puigdollers i Saperas, futbolista

- Andreu Basolí i Rabasa, empresari i pilot de motociclisme
- Aleix Espargaró, pilot de motociclisme
- Artur Dorsé, ciclista
- Antoni Barnils i Viñas, futbolista
- Ángel De Tomás Aguirre, futbolista
- Carlos Viver, jugador i entrenador d'handbol
- Cristòfol Martí i Batalla
- Cristian Malmagro Viaña, jugador d'handbol
- David Clotet i Roca, futbolista
- David Tomás Pérez, pilot de motociclisme

- Eduard Barbany i Pujol, jugador d'handbol
- Francesc Pregona Ferrer, jugador d'handbol
- Gerard López i Segú, futbolista i seleccionador de Catalunya
- Isidre Rovira i Tuset, futbolista

- Josep Busquets Costa (Pep Busquets), jugador de bàsquet
- Joan Creus i Custodio, jugador de bàsquet

- Joan Barbany i Pujol, jugador d'handbol
- Jordi López Felpeto, futbolista
- Jordi Núñez i Carretero, jugador d'handbol
- José Antonio Cabrera Sánchez, jugador d'handbol
- Josep Canal i Viñas, futbolista
- Josep Arenas i Garrell, futbolista i tècnic de futbol base, músic i impressor; Medalla de la Ciutat de Granollers (2009)
- Esteve Ferrer i Casañas (1925-1996), treballà en el camp de l'esport —bàsquet, handbol, voleibol, natació, i atletisme- i activista cultural -com la consolidació de la Festa Major de Blancs i Blaus-; Medalla de la Ciutat de Granollers (2000, a títol pòstum)
- Rafael González Santos (1954-2000), jugador d'handbol i activista i promotor cultural, esportiu, polític i social de la ciutat; Medalla de la Ciutat de Granollers (2002, a títol pòstum)

- Josep Seguer i Sans, futbolista
- Josep Serratusell i Abella, futbolista
- Josep Guirado i Femenías, futbolista i tècnic de futbol base[cal citació]
- Josep Maria Rodríguez i Ardura, Rodri, futbolista
- Julià López i Segú, futbolista

- Aurora Morata i Salvador, gimnasta; Medalla de la Ciutat (2019)
- Laia Pons i Areñas, nedadora

- Laura Pous i Tió, tennista
- Miquel Roca i Mas, jugador i entrenador d'handbol, vicepresident de la IHF; Medalla de la Ciutat de Granollers (2011)
- Marc Valiente, futbolista
- Pol Espargaró, pilot de motociclisme

- Ramon Alfonseda i Pous, futbolista i president de l'Agrupació Barça Jugadors
- Sergi López i Segú, futbolista
- Pere Moyano Climent, jugador i directiu de futbol

Arquitectura
- Josep Maria Botey i Gómez, arquitecte
- Bartomeu Brufalt, mestre d'obres, autor de La Porxada
- Simó Cordomí i Carrera, arquitecte
- Marià Lassús Pecanins, arquitecte[cal citació]
- Manuel Joaquim Raspall i Mayol, arquitecte municipal
- Manuel Vega i March, arquitecte

Arts plàstiques
- Vicent Albarranch i Blasco, artista, pintor
- Antonio Alcalde Carrillo (1932-2018), fotògraf
- Ramon Aumedes i Farré, escultor i constructor d'imatgeria festiva del Taller Sarandaca
- Josep Lluís Arimany Nicolau, pediatre i pintor[cal citació]
- Jordi Benito i Verdaguer, artista
- Joan Josep Biscarri, rajoler[cal citació]
- Josep Bosch i Plans (1897-1966), fotògraf
- Antoni Botey i Gómez, promotor cultural, Medalla de la Ciutat de Granollers (2010, a títol pòstum)
- Joan Canal i Pascual (1906–1988), sabater, excursionista i gran aficionat a la fotografia[cal citació]
- Pere Cornellas i Aligué (1950), fotògraf[cal citació]
- Antoni Cumella i Serret (1913-1985), terrisser i ceramista, Creu de Sant Jordi (1981), Fill predilecte de Granollers (1982)
- Antoni Cumella i Vendrell, conegut com a Toni Cumella (1951), ceramista, fill d'Antoni Cumella i Serret.
- Josep Escobar i Saliente (1908-1994), dibuixant
- Pere Espaulella i Bufia (1932-2018), fotògraf[cal citació]
- Joan Font i Domènech (1901-1988), registrador de la propietat, entusiasta de la fotografia, vinculat a diverses activitats artístiques, culturals i esportives[cal citació]
- Amador Galí, rajoler[cal citació]
- Amador Garrell Soto (1916-2000), dibuixant, Fill predilecte de Granollers (2000)
- Francesc Gorgui Ramentol, "en Gurgui" (1904-1986), quiosquer i gran aficionat a la fotografia[cal citació]
- Joan Guàrdia i Requesens (1900-1982), sabater, aficionat a la fotografia i el cinema[cal citació]
- Josep Masana i Fargas, fotògraf
- Paco Merino Pavo, artista, pintor, i dibuixant[cal citació]
- Josep Lluís Navarro, artista, pintor, escenògraf i dibuixant[cal citació]
- Jordi Riera Pujal, artista plàstic, escriptor, estudiós i divulgador del còmic i l'humor gràfic
- Francesc Serra i Castellet, pintor i dibuixant, passà la joventut a Granollers
- Bartomeu Serret i Argemí, pintor[cal citació]
- Ermengol Vinaixa i Gaig, dibuixant, fotògraf i pintor
- Jaume Oller i Tintó (1919-1999), fotògraf, activista veïnal i líder social[cal citació]

Arts escèniques
- Pep Bou, actor i mim
- Agustí Corominas Casals, cineasta i pedagog[cal citació]
- Roser Coscolla i Ferrer, actriu
- Pau Garsaball i Torrents, actor i empresari teatral, Creu de Sant Jordi (1983)
- David Janer, actor
- Raúl Mérida, actor[cal citació]
- Pau Miró Caparrós, actor, escriptor i dramaturg
- Òscar Molina, actor[cal citació]
- Pep Planas, actor[cal citació]
- Frederic Roda i Fàbregas, director teatral
- Meritxell Roda i Fàbregas, directora teatral[cal citació]
- Teresa Sirvent Oró, actriu[cal citació]
- Joan Vidal i Jumbert, dramaturg, escriptor, periodista i filòleg autodidacta
- Claudi Arimany, flautista
- Marià Bataller i Llonch, músic, director de coral i compositor de sardanes
- Francesc Camps i Comellas, pianista i compositor
- Pere Camps i Marsans, instrumentista de tible i compositor de sardanes
- Jimena Gómez, cantant (2003)
- Felip Jaume i Andreu, compositor
- Jordi Masó i Rahola, pianista
- Benet Morató i Maynou, músic i compositor de sardanes
- Carles Riera Pujal, clarinetista i pedagog, Medalla de la Ciutat de Granollers (2010, a títol pòstum)
- Josep Maria Ruera (1900-1988), músic, Fill adoptiu de Granollers (1984)
- Felicià Maresma i Bosch, músic, compositor i director de coral
- Rafael Palau i March, músic, organista i mestre de capella de l'Abadia de Montserrat
- Conrad Saló i Ramell, músic, compositor de sardanes
- Emili Saló i Ramell, músic, compositor de sardanes
- Joan Vidal i Llobet, compositor i percussionista
- Joan Vilà i Ayats, músic
- Ramon Vilà i Ferrer, músic de cobla i compositor de sardanes
- In Crescendo, grup vocal, guanyador del programa musical Oh happy day de Televisió de Catalunya[8]
- Josep Soler i Ventura, violoncel·lista

Escriptors
- Eulàlia Canal i Iglésias
- Francesc de Paula Cruselles i Terrades
- Hermenegild Carrera Miró, metge i literat[cal citació]
- Josep Estrada i Garriga (1912-2001), arqueòleg i historiador, Fill predilecte de Granollers (1987)
- Albert Forns i Canal, periodista, poeta i escriptor
- Amador Garrell i Alsina, treballador d'impremta (impressor), escriptor i editor[cal citació]
- Joan Garriga i Andreu, historiador i advocat [cal citació]; Medalla de la Ciutat (2016)
- Antònia "Tuni" Jordana i Antigas, llibretera i activista, Medalla de la Ciutat de Granollers (2006)
- Dolors Lamarca i Morell, bibliotecària i filòloga, Medalla de la Ciutat de Granollers (2010)
- Montserrat Lorente Oliver, mestra, filòloga i catedràtica
- Francesc de Sales Maspons i Labrós (1840-1901), folklorista i notari
- Feli Miyares Morante, arqueòloga, Medalla de la Ciutat de Granollers (2009)
- Ramon Munné i Coll, docent, activista cultural
- Jaume Pibernat i Parés, poeta
- Esteve Plantada, poeta
- Donat Puig i Coma, mestre i activista cultural, Medalla de la Ciutat de Granollers (2011)
- Joan Sala Vila, escriptor, poeta i divulgador[cal citació]
- Esteve Sarroca i Vergés (1899-1990), escriptor i professor[cal citació][9]
- Rosa Serra i Sala, historiadora, mestra i poetessa
- Francesc Tarafa, arxiver i canonge de la Catedral de Barcelona
- Margarita Tintó i Sala (1930-2017), historiadora i mestra, Medalla de la Ciutat de Granollers (2008)
- Joan Triadú i Font, escriptor i pedagog, mestre del Grup Escolar Ferrer i Guàrdia (1937-1939)
- David Bassa i Cabanas, periodista
- Joan Besson, periodista
- Claudi Colomer i Marqués, periodista, advocat i polític
- Lluís Diumaró, periodista
- Manuel Fontdevila i Cruixent (1887-1957), periodista, Fill predilecte de Granollers (1932)
- Miquel Joseph i Mayol (1903-1983), periodista, impressor i escriptor
- Dani Mateo, periodista, còmic, actor i presentador de televisió
- Paco Monja, periodista[cal citació]
- Montserrat Ponsa i Tarrés, periodista, escriptora, pacifista, activista cultural i social, Medalla de la Ciutat de Granollers (2014)
- Donat Putx, periodista musical[cal citació]
- Jordi Riba i Torelló (1944), vinculat a l'àmbit audiovisual i aficionat al cinema[cal citació]
- Sandra Sabatés, periodista i presentadora de televisió
- Ferran Salamero i Colomina (1905-2001), periodista[cal citació]
- Jordi Sanuy Bassa, periodista
- Josep Bover i Blanch "El Rapsode del Vallès" (1947-2018), Medalla de la Ciutat (2018, a títol pòstum)
- Manel Clot, historiador i crític d'art
- Alba Dedeu i Surribas, escriptora i traductora

Ciència i medicina
- Toni Arrizabalaga, biòleg, director i conservador del Museu de Ciències Naturals de Granollers[cal citació]
- Manel Balcells i Díaz (1958), metge i polític
- Alfred Canal i Comas (1884-1942), metge i historiador[cal citació][10]
- Pius Canal i Anfres, metge[cal citació]
- Pius Canal i Canals, metge i polític
- Xavier Castellsagué (1959-2016), metge i investigador, especialista en el virus del papil·loma; Medalla de la Ciutat (2018, a títol pòstum)
- Marta Estrada i Miyares, científica, Creu de Sant Jordi (2004), Medalla de la Ciutat de Granollers (2005)
- Emili Huguet i Serratacó, conegut com a Huguet del Villar (1871-1951), naturalista i geògraf
- Jordi Icart i Castelló, espeleòleg i excursionista, Medalla de la Ciutat (2007, a títol pòstum)
- Antoni Jonch i Cuspinera (1916-1992), farmacèutic i zoòleg, Creu de Sant Jordi (1985), Fill predilecte de Granollers (1994)
- Salvador Llobet i Reverter (1908-1991), professor universitari i geògraf, Fill predilecte de Granollers (1989)
- Oriol Muntanya i Tuset, metge, mestre i polític, Medalla de la Ciutat (2005, a títol pòstum)[cal citació]
- Carles Vallbona i Calbó (1927-2015), metge, Fill predilecte de Granollers (1998), Creu de Sant Jordi (2015)
- Ramon Torent i Torrabadella, metge
- Miquel Boix i Carreras, químic, polític i director de l'Escola Municipal de Treball de Granollers, Medalla de la Ciutat de Granollers (2005), Creu de Sant Jordi (2002)
- Joan Obiols i Vié, psiquiatre, professor universitari, rector de la Universitat de Barcelona
- Eva Oriol Pibernat, científica física, meteoròloga[cal citació]
- Dionís Puig i Soler (1854-1921), meteorologista, Fill adoptiu de Granollers (1910)
- Francesc Fàbregas i Mas, metge i polític, Fill adoptiu de Granollers (1928)
- Josep Maria Campos i Tarrech, metge, Medalla de la Ciutat de Granollers (2012)
- Tomàs Torrabadella i Fortuny (1848-1912), farmacèutic i aficionat a la fotografia
- Francesc Jané i Carrencà (1938), metge i professor universitari; Medalla de la Ciutat (2015)
- Ramon Torent i Torrabadella, metge

Gastronomia i restauració
- Paco Parellada Riera, fondista, propietari de la Fonda Europa i del restaurant 7 Portes[cal citació]
- Ramon Parellada Garrell, fondista, propietari de la Fonda Europa[cal citació]
- Ada Parellada i Garrell, cuinera xef, Creu de Sant Jordi (2016)
- Fermí Puig i Botey, cuiner xef[cal citació]
- Josep Lluís Sabatés Ibáñez, Pep Salsetes, cuiner i gastrònom[cal citació]

Polítics
- Carles Font i Llopart (1918-1995), notari i polític, alcalde de Granollers (1953-1963), fill predilecte de Granollers (1966)
- Anna Maria Palé i Llavina, política i promotora social, Medalla de la Ciutat (2006), Medalla President Macià (2007)[11]
- Francesc Torras i Villà (1883-1979), industrial i polític, alcalde i diputat provincial. Fill predilecte de Granollers (1923)
- Francesca Martín i Vigil, pedagoga i política
- Jaume Camp i Lloreda, polític i activista cultural
- Jaume Maspons i Camarasa (1872-1934), polític, escriptor i agrònom
- Jaume Roma i Rodríguez, economista i polític
- Josep Serratusell i Sitjes, polític
- Jordi Terrades i Santacreu, polític, diputat
- Josep Barangé i Bachs (1902-1903), industrial, polític i alcalde[cal citació]
- Josep Garrell i Pubill, polític
- Josep Maluquer i Salvador (1863-1931), jurista, Fill predilecte de Granollers (1915)
- Josep Mayoral i Antigas, polític, alcalde de Granollers
- Josep Muntal i Julià, polític
- Josep Verde i Aldea (1928-2017), polític, Medalla de la Ciutat de Granollers (2005), Creu de Sant Jordi (2011)
- Marià Maspons i Labrós (1840-1885), advocat i polític, Fill predilecte de Granollers (1885)
- Manel Balcells i Díaz, metge i polític
- Pere Canal i Baliu, advocat, polític i activista cultural, Medalla de la Ciutat de Granollers (2008)
- Salvador Casanova i Grané (1918-1982), polític i activista cultural
- María Ángeles Olano García, advocada i política

- Óscar Pelayo Entrialgo, polític i promotor cultural, Medalla de la Ciutat (2002)[cal citació]
- Xavier Quincoces i Boter (1943-2003), activista social i polític, Medalla de la Ciutat (2006, a títol pòstum)[12]
- Joan Martí Torres i Garrell (1921-2004), polític i sindicalista; Medalla de la Ciutat (2005, a títol pòstum)

- Ramon Casanovas i Tresserras, polític, promotor i activista cultural, Medalla de la Ciutat (2006)
- Pere Viaplana Riera (1920-2016), legionari, polític, president i editor de La Revista del Vallès, Medalla de plata de Granollers [cal citació]
- Santi Vila i Vicente, polític
- Esteve Serra Colobrans, anarcosindicalista

Nascuts al Lledoner, actualment pertanyent a Granollers
- Joan Sanpera i Torras, marquès de Les Franqueses, comerciant i mecenes
- Beata Maria Anna Mogas i Fontcoberta (1827-1886), religiosa, fundadora de la congregació de les Franciscanes Missioneres de la Mare del Diví Pastor. Filla Predilecta de Granollers (1974)

Nascuts a l'antic municipi de Palou
- Berenguer de Palou I, bisbe [cal citació]
- Berenguer de Palou II, bisbe [cal citació]
- Lluïsa Salvador i Tuset, mestra, Medalla de la Ciutat de Granollers (2009) [cal citació]

Altres
- Antoni Tintó i Baró, primer ciutadà de Granollers.[cal citació] El 9 de març de 1922 el rei Alfons XIII va concedir el títol de ciutat a Granollers.
- Antònia Roura i Barbany, modista, promotora social, fundadora de la Fundació Privada Antònia Roura per a la gent gran, Filla adoptiva de Granollers (1998)
- Antoni Espí i Grau, mestre docent [cal citació]
- Francesc Estabanell i Demestre, empresari, polític, President d'Estabanell y Pahisa [cal citació]
- Mariano Ganduxer Relats, empresari, intendent mercantil [cal citació]
- Josep Garrell i Soto, activista cultural, Medalla de la Ciutat (2006) [cal citació]
- Esteve Gilabert de Bruniquer, notari públic, escrivà de ració del Consell Municipal de Barcelona i síndic de la ciutat (1608) [cal citació]
- Martí Grivé i Cuní, bisbe
- Hermínia Jubany i Berga, activista [cal citació]
- Pere Maspons i Camarasa, comerciant, escriptor i mecenes
- Maria Lluïsa Algarra i Coma, primera jutgessa de l'Estat Espanyol, titular del Jutjat de Granollers el 2 de desembre de 1936.[13]
- Miquel Montané i Molina, activista veïnal, Medalla de la Ciutat de Granollers (2008)
- Joan Parera i Casanovas (1888-1939), industrial, mecenes Fill predilecte de Granollers (1934)
- Ricard Pedrals i Blanxart, pedagog i capellà
- Francesc de Perpinyà Sala i Sasala, ciutadà honrat, militar de la Guerra de Successió Espanyola
- Joan Pi Cabanas, mecànic jubilat, activista cultural, social i polític, fundador i president de l'Associació d'Exinternats del Franquisme a Catalunya[cal citació]
- Fernando Polo Pérez, activista veïnal[cal citació]
- Josep Maria Puchades i Benito, enginyer industrial, topògraf i cartògraf[cal citació]
- Sandro Rey, vident[14]
- Francesc d'Assís Ribas i Serra, mecenes, Fill adoptiu de Granollers (1908) [cal citació]
- Miquel de Ricomà, bisbe[cal citació]
- Mercè Riera Manté, promotora social, fundadora d'El Xiprer, Medalla de la Ciutat de Granollers (2007), Creu de Sant Jordi (2014)

- Enrica Roca Florensa, activista[cal citació]
- Jordi Baulíes i Cortal, advocat, politòleg i docent, ex-defensor del Ciutadà de Granollers (1997-2012)[cal citació]
- Josep Sala i Perramon, activista cultural i veïnal, fundador de l'Esbart Dansaire de Granollers (1931)[cal citació]
- Jordi Saurí i Conejero (1937), activista cultural, social i polític[cal citació]
- Bertran de Seva, noble[cal citació]
- Joan Bretcha i Forns, activista social i cultural, forner, farmacèutic i músic, Medalla de la Ciutat de Granollers (2011, a títol pòstum)[cal citació]
- Pau Carbó i Roca, teòleg[15]
- Maria Rosa Clusella i Sala, activista social, ex-vicepresidenta de l'ONCE. Medalla de la Ciutat de Granollers (2009, a títol pòstum)
- Jaume Corbera i Tiana (1846-1927), comerciant, industrial tèxtil, mecenes, Fill predilecte de Granollers (1916) [cal citació]
- Olga Pey i Rufí (1938), activista cívica i cultural; Medalla de la Ciutat (2016)
- Mamadou Aliou Sylla, activista social; Medalla de la Ciutat (2019, a títol pòstum)
- Joan Camp i Fontcuberta, empresari
- Ramon Font i Terrades, advocat
- Jaume Traserra i Cunillera, bisbe
- Laia Balcells i Ventura, politòloga
- Josep Redorta Lorente, advocat
- Esteve Torent i Torrebadella, notari
- Víctor Font i Manté, empresari

## Entitats

### Equipaments
Els principals equipaments de la ciutat són:
- Museu de Granollers

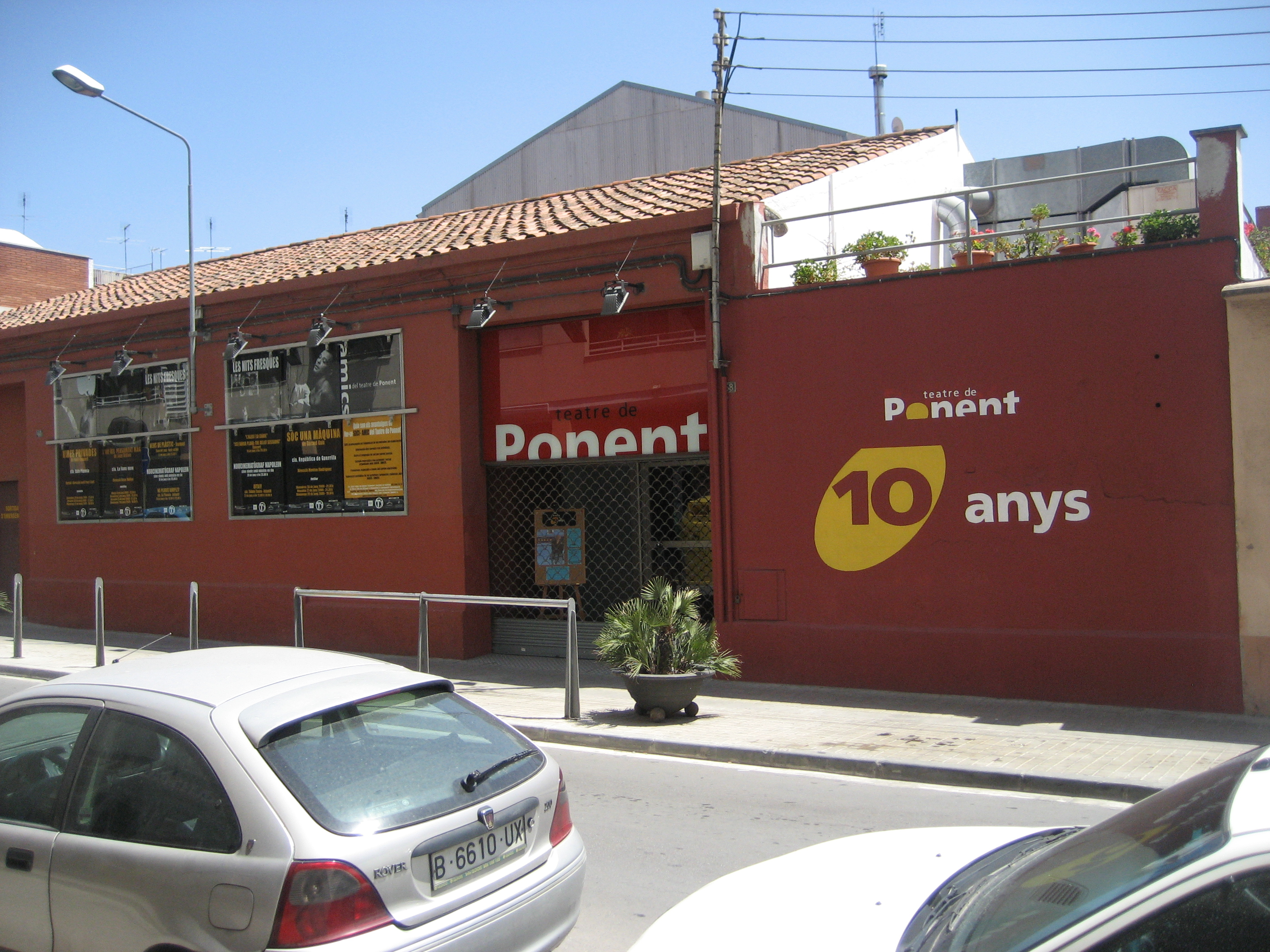
Teatre de Ponent

- Museu de Ciències Naturals de Granollers
- Adoberia de Granollers
- Roca Umbert Fàbrica de les Arts / La Tèrmica de Roca Umbert
- Arxiu Municipal de Granollers
- Arxiu Comarcal del Vallès Oriental
- Teatre Auditori de Granollers
- Llevant Teatre (abans Teatre de Ponent)[16]
- Biblioteca Can Pedrals
- IES Escola Municipal de Treball
- Sala Francesc Tarafa
- Escola Municipal de Música Josep Maria Ruera

### Esports
- Esport Club Granollers
- Club Atlètic del Vallès
- Club Bàsquet Granollers
- Club Balonmano Granollers
- Club Natació Granollers
- Associació Granollers Esportiva. Bàdminton Granollers[cal citació]
- El Club Esgrima Granollers és un club d'esgrima de la ciutat de Granollers[17] fundat el setembre de 2013 pel mestre d'armes Eduard Manucu.[18] És l'únic club d'esgrima del Vallès Oriental. Actualment s'hi practiquen les modalitats d'espasa i floret, essent el floret la seva arma principal.[19]

### Esbarjo, Cultura
- Xics de Granollers
- Cor Infantil Amics de la Unió
- Drac de Granollers
- Gospel Project

### Urbanisme
- Parc Torras i Villà
- Monument a Jacint Verdaguer